# Kalltal und Nebentäler von Kallbrück bis Zerkall
Koordinaten: 50° 40′ 47″ N, 6° 23′ 45″ O
Das Naturschutzgebiet Kalltal und Nebentäler von Kallbrück bis Zerkall liegt auf dem Gebiet der Gemeinde Hürtgenwald im Kreis Düren in Nordrhein-Westfalen.
Das aus  vier Teilflächen bestehende Gebiet erstreckt sich südöstlich des Kernortes Hürtgenwald und westlich von Zerkall, einem Ortsteil der Gemeinde Hürtgenwald, entlang der Kall, eines linken Zuflusses der Rur, und ihrer Zuflüsse. Westlich des Gebietes verläuft die B 399.

## Bedeutung
Das etwa 585,5 ha große Gebiet wurde im Jahr 1988 unter der Schlüsselnummer DN-026 unter Naturschutz gestellt. Schutzziel ist u. a. die „Erhaltung und Entwicklung naturnaher Fließgewässerabschnitte und begleitender Lebensräume wie Auenwälder, Quellen und Feuchtgrünland.“